# Cecilia Okoye
Cecilia Nkemdilim Okoye (Houston, 13 settembre 1991) è un'ex cestista statunitense con cittadinanza nigeriana.

## Carriera
Con la Nigeria ha disputato i Campionati mondiali del 2018.